# Brad Frisselle

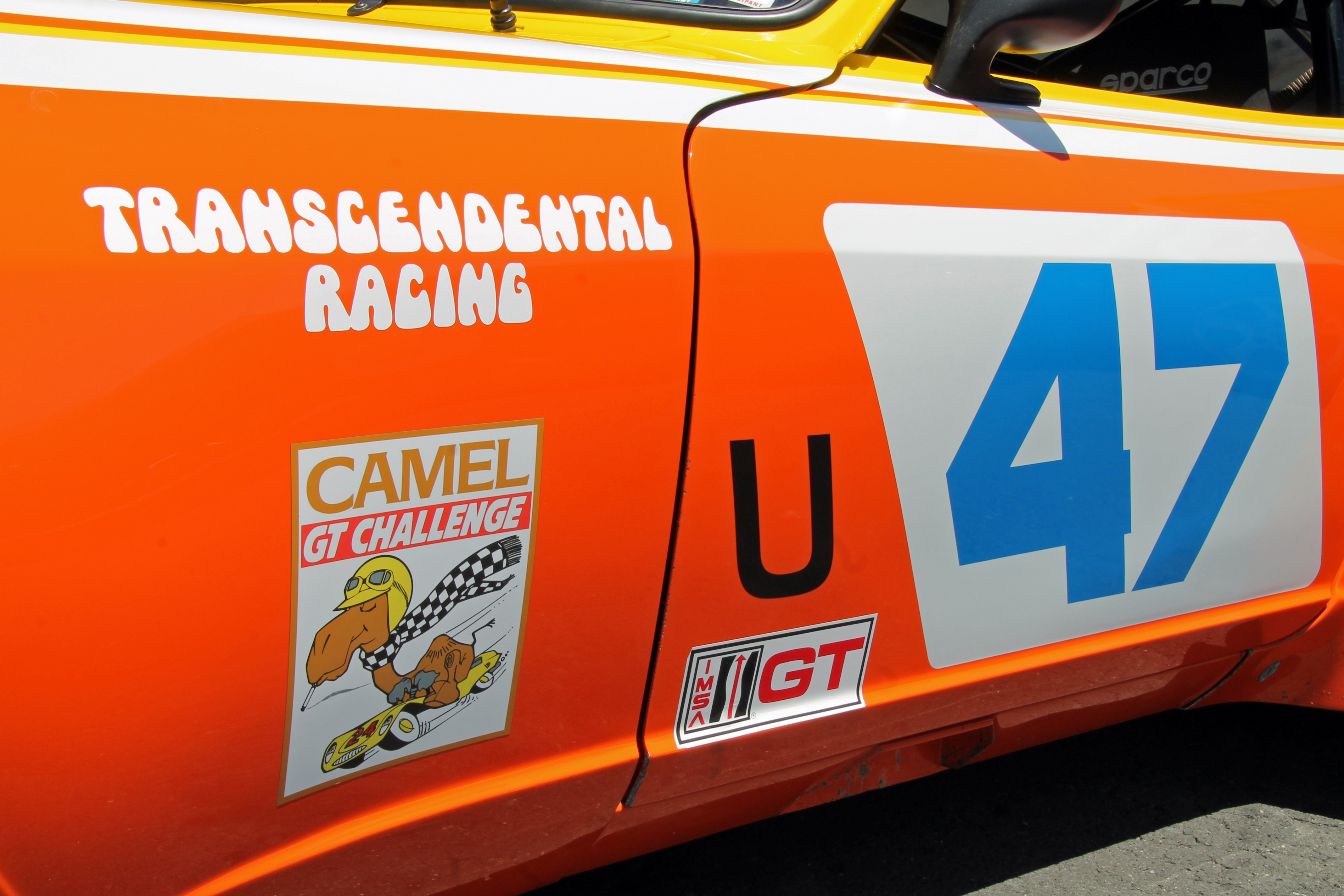
Detail des Datsun 240Z, mit dem Brad Frisselle 1976 Sportwagenrennen in den USA bestritt

Bradford Parker „Brad“ Friselle (* 21. Juli 1948 in Midland) ist ein ehemaliger US-amerikanischer Autorennfahrer und Rennstallbesitzer und der Vater von Burt und Brian Frisselle.

## Karriere
Brad Frisselle war in seiner Karriere – sowohl als Fahrer wie auch als Rennstallbesitzer – im nordamerikanischen Sportwagensport aktiv. Er startete mehrmals beim 24-Stunden-Rennen von Daytona und dem 12-Stunden-Rennen von Sebring. Seinen einzigen Einsatz in Europa hatte er 1978 beim 24-Stunden-Rennen von Le Mans, wo er für Robert Kirby, John Hotchkis und sich einen Chevrolet Monza meldete. Der Wagen musste nach nur 30 gefahrenen Runden abgestellt werden. Mangels ausreichender Kühlung war der Motor zu heiß geworden.
Sein größter Erfolg bei einem Einzelrennen war der Sieg beim 12-Stunden-Rennen von Sebring 1977, gemeinsam mit George Dyer in einem Porsche Carrera RSR. 1978 siegte er beim 6-Stunden-Rennen von Talladega, einem Wertungslauf der Sportwagen-Weltmeisterschaft. Teamkollege im Porsche 935 war Peter Gregg.

## Statistik

### Le-Mans-Ergebnisse
| Jahr | Team                  | Fahrzeug        | Teamkollege   | Teamkollege  | Platzierung | Ausfallgrund       |
| ---- | --------------------- | --------------- | ------------- | ------------ | ----------- | ------------------ |
| 1978 | Brad Frisselle Racing | Chevrolet Monza | John Hotchkis | Robert Kirby | Ausfall     | Zylinder überhitzt |

### Sebring-Ergebnisse
| Jahr | Team               | Fahrzeug            | Teamkollege      | Teamkollege | Platzierung            | Ausfallgrund |
| ---- | ------------------ | ------------------- | ---------------- | ----------- | ---------------------- | ------------ |
| 1977 | George Dyer Racing | Porsche Carrera RSR | George Dyer      |             | Gesamtsieg             |              |
| 1978 | Brumos Porsche     | Porsche 935         | Peter Gregg      |             | Ausfall                | Unfall       |
| 1979 | Sports Ltd. Racing | Mazda RX-7          | Bob Bergstrom    |             | Ausfall                | Defekt       |
| 1980 | Mandeville Racing  | Mazda RX-7          | Roger Mandeville | Jim Downing | Rang 9 und Klassensieg |              |

### Einzelergebnisse in der Sportwagen-Weltmeisterschaft
| Saison | Team                                              | Rennwagen                                        | 1   | 2   | 3   | 4   | 5   | 6   | 7   | 8   | 9   | 10  | 11  | 12  | 13  | 14  | 15  | 16  | 17  |
| ------ | ------------------------------------------------- | ------------------------------------------------ | --- | --- | --- | --- | --- | --- | --- | --- | --- | --- | --- | --- | --- | --- | --- | --- | --- |
| 1977   | Dyer Racing                                       | Porsche 911 Carrera RSR                          | DAY | MUG | DIJ | MON | SIL | NÜR | VAL | PER | WAT | EST | LEC | MOS | IMO | SAL | BRH | HOK | VAL |
| 1977   | Dyer Racing                                       | Porsche 911 Carrera RSR                          | 4   |     |     |     |     |     |     |     |     |     |     |     |     |     |     |     |     |
| 1978   | Brumos Porsche Frisselle Racing Team Hiball Hoerr | Porsche 935 Chevrolet Monza AMC Pacer Datsun 510 | DAY | SEB | MUG | TAL | DIJ | SIL | NÜR | LEM | MIS | DAY | WAT | VAL | ROD |     |     |     |     |
| 1978   | Brumos Porsche Frisselle Racing Team Hiball Hoerr | Porsche 935 Chevrolet Monza AMC Pacer Datsun 510 | 9   | DNF |     | 1   |     |     |     | DNF |     | 2   |     |     | DNF |     |     |     |     |
| 1979   | Sports Racing                                     | Mazda RX-7                                       | DAY | SEB | MUG | TAL | DIJ | RIV | SIL | NÜR | LEM | PER | DAY | WAT | SPA | BRH | ROA | VAL | ELS |
| 1979   | Sports Racing                                     | Mazda RX-7                                       | 66  | DNF |     |     |     | 12  |     |     |     |     |     |     |     |     |     |     |     |
| 1980   | Roger Mandeville                                  | Mazda RX-7                                       | DAY | BRH | SEB | MUG | MON | RIV | SIL | NÜR | LEM | DAY | WAT | SPA | MOS | ROA | VAL | DIJ |     |
| 1980   | Roger Mandeville                                  | Mazda RX-7                                       | 8   |     | 9   |     |     | 9   |     |     |     |     |     |     | 11  | DNF |     |     |     |